# Bryce Bennett
Pour les articles homonymes, voir Bennett.
Bryce Bennett est un skieur alpin américain, né le 14 juillet 1992 à Truckee. il remporte sa première victoire en Coupe du monde le 18 décembre 2021, en s'imposant dans la descente de Val Gardena

## Biographie
Il participe à ses premières courses officielles en 2007-2008 et aux Championnats du monde junior en 2012 et 2013, obtenant comme meilleur résultat une sixième place au combiné en 2012. Il devient champion des États-Unis de la descente en 2013. En 2014, il s'adjuge le classement de la descente en Coupe nord-américaine.
Lors de la saison 2015-2016, il obtient ses premiers résultats significatifs sur la scène internationale en terminant notamment 6e de la descente de Val Gardena.
Il est sélectionné pour les Jeux olympiques de Pyeongchang 2018, se classant 16e de la descente et 17e du combiné.
Lors de la saison 2018-2019, il améliore ses résultats avec deux quatrièmes places en Coupe du monde à Val Gardena et Bormio en descente. Il est neuvième des Mondiaux 2019 dans cette discipline et septième au classement de cette spécialité en Coupe du monde. Deux ans plus tard, aux Championnats du monde, à Cortina d'Ampezzo, il prend la dixième place à la descente.
En 2020-2021, son meilleur résultat est à nouveau une quatrième place à Val Gardena, mais un an plus tard sur la Sasslong, le 18 décembre 2021, il signe sa première victoire dans la discipline devant Otmar Striedinger et Niels Hintermann. Aux Jeux olympiques d'hiver de 2022, à Pékin, il finit 19e de la descente, puis 17e du super G.

## Palmarès

### Jeux olympiques d'hiver
| Épreuve / Édition | Pyeongchang 2018 | Pékin 2022 |
| Descente          | 16e              | 19e        |
| Super G           |                  | 17e        |
| Super combiné     | 17e              |            |

### Championnats du monde
| Épreuve / Édition | Saint-Moritz 2017 | Åre 2019 | Cortina d'Ampezzo 2021 |
| Descente          | 26e               | 9e       | 10e                    |
| Super G           | -                 | 23e      | -                      |
| Combiné alpin     | 11e               | 11e      | 16e                    |

### Coupe du monde
- Meilleur classement général : 32e en 2019.
- 3 podiums dont 2 victoires.

#### Détail des victoires
| Année     | Descente    | Super G | Total |
| 2021-2022 | Val Gardena |         | 1     |
| 2023-2024 | Val Gardena |         | 1     |
| Total     | 2           |         | 2     |

#### Classements par saison
| Saison    | Classement général final | Classement en descente | Classement en super G | Classement en combiné |
| 2015-2016 | 80e                      | 34e                    |                       | 16e                   |
| 2016-2017 | 65e                      | 26e                    | 43e                   | 18e                   |
| 2017-2018 | 45e                      | 20e                    | 47e                   | 14e                   |
| 2018-2019 | 32e                      | 7e                     |                       | 22e                   |
| 2019-2020 | 48e                      | 16e                    |                       | 16e                   |
| 2020-2021 | 63e                      | 19e                    | 38e                   |                       |

### Coupe nord-américaine
- Vainqueur du classement de la descente en 2014.
- 7 podiums, dont 1 victoire en super G.

### Championnats des États-Unis
- Champion de descente en 2013.